# Honda Lead (AF01)

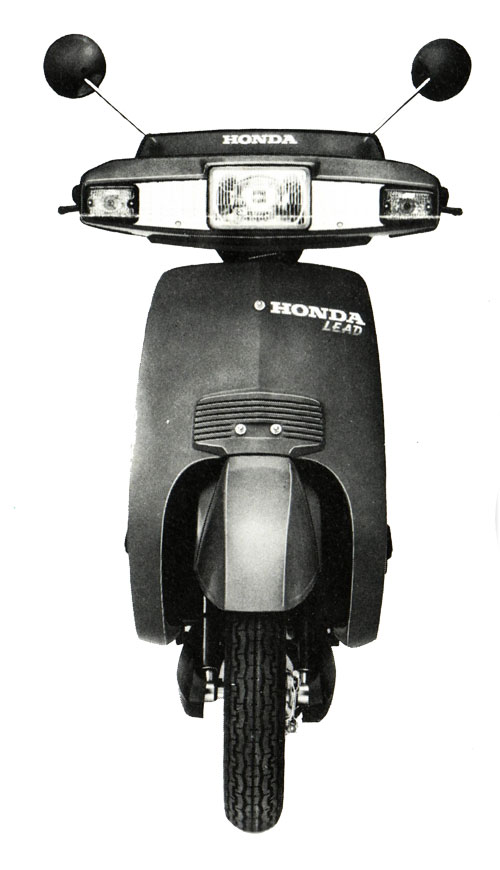
Honda Lead NH50 Vorderansicht

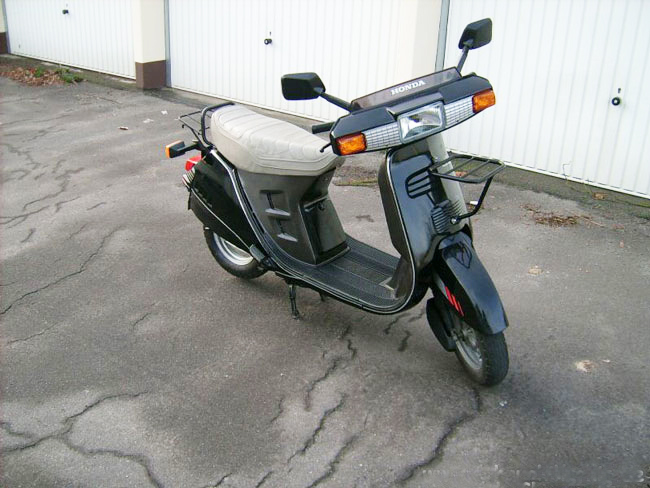
Honda Lead NH50

Die Honda Lead (interner Modellcode AF01) ist ein Motorroller des japanischen Honda-Konzerns. Sie wurde in den Jahren 1982 bis 1992 in Japan für den europäischen Markt gebaut und wurde weltweit als NH50 (AF01)(mit 49 cm³), NH80 (HF01) (mit 79 cm³ Hubraum), NH125 (JF01) (mit 124 cm³ Hubraum) verkauft.
In Deutschland weist das Kraftfahrtbundesamt folgenden Bestand aus:
| Jahr | LEAD 50 | LEAD 125 |
| ---- | ------- | -------- |
| 2007 | 2735    | 1084     |
| 2010 | 2021    | 832      |
| 2015 | 183     | 491      |
| 2021 | 152     | 365      |
| 2023 | 149     | 348      |

Ein neuerer Roller, der ebenfalls als Lead bezeichnet wird, ist der Honda SCV100 Lead.

## Beschreibung
Alle Modelle haben einen luftgekühlten Zweitaktmotor mit CDI-Zündung und werden über einen Elektro- oder Kickstarter gestartet. Die Honda Lead wird mit Normalbenzin betankt und hat Getrenntschmierung. Das stufenlose Automatikgetriebe zwischen Fliehkraftkupplung und Endantrieb arbeitet mit Keilriemen.

## Modelle
- Aero (USA, ca. 1983–1986)
- Lead (Europa, ca. 1983–1996)
- Mascot (Canada)

Regionale Unterschiede zwischen den Modellen für den europäischen, asiatischen, amerikanischen und australischen Markt lassen sich an der Verkleidung, der Ausführung, der Beleuchtung und an Aufklebern und Spiegeln erkennen.

## Baugleiche Modelle
Baugleiche Modelle sind Peugeot SC50, SC50L, SC80L und SX80L.